# Salim Khelifi
Pour les articles homonymes, voir Khelifi.
Salim Khelifi, né le 26 janvier 1994 à Lausanne (Suisse), est un footballeur tunisien, qui évolue au poste de milieu droit à Academia Puerto Cabello. Il possède également la nationalité suisse.
Il est le frère jumeau du footballeur Alexandre Khelifi.

## Biographie

### Carrière en club
Avec le club du FC Lausanne-Sport, il joue 65 matchs en première division suisse, marquant trois buts.
Il inscrit huit buts en deuxième division allemande lors de la saison 2015-2016 avec le club de l'Eintracht Brunswick.
Le 21 juin 2018, Salim rejoint le FC Zurich où il a paraphé un contrat de trois ans. Il fera son retour dans le championnat suisse quatre ans après.
En 2019, il est prêté à Holstein Kiel pour une saison.
À la fin de son contrat avec le Zurich FC, il s'engage avec Perth Glory FC évoluant en A-League jusqu'à la fin de la saison.

### Carrière en sélection
Salim Khelifi joue régulièrement avec les équipes nationales de jeunes, des moins de 16 ans jusqu'aux espoirs. Il participe notamment aux éliminatoires du championnat d'Europe espoirs 2015 et 2017.

## Palmarès
FC Zurich
- Champion de Suisse (1)
  - Champion : 2022